# Tour de Flandes 1990
El Tour de Flandes 1990, la 74.ª edición de esta clásica ciclista belga. Se disputó el 1 de abril de 1990. El vencedor final fue el italiano Moreno Argentin, que se impuso en el esprint a su compañero de escapada, el belga Rudy Dhaenens. El holandés John Talen completó el podio.

## Clasificación General
| Posición | Ciclista            | Equipo              | Tiempo     |
| -------- | ------------------- | ------------------- | ---------- |
| 1        | Moreno Argentin     | Ariostea            | 6h 47' 25" |
| 2        | Rudy Dhaenens       | PDM-Concorde        | m. t.      |
| 3        | John Talen          | Panasonic-Sportlife | + 11"      |
| 4        | Carlo Bomans        | Weinmann            | + 11"      |
| 5        | Maurizio Fondriest  | Del Tongo           | + 14"      |
| 6        | Jan Schur           | Chateau d'Ax        | + 23"      |
| 7        | Niki Rüttimann      | Helvetia-La Suisse  | + 23"      |
| 8        | Claude Criquielion  | Lotto-Superclub     | + 37"      |
| 9        | Jean-Claude Colotti | RMO                 | + 37"      |
| 10       | Franco Ballerini    | Del Tongo           | + 37"      |